# NHL-játékosok rekordjai
Ez az oldal a National Hockey League-ben szereplő játékosok által felállított rekordokat tartalmazza.

## Alapszakasz

### Szezonok
- Legtöbb szezon: Gordie Howe, (1946–1971; 1979–1980), (nem számítva a WHA-ban töltött időt), Chris Chelios, (1983–1984 – 2009–2010), 26
- Legtöbb rájátszás részvétel: Chris Chelios, 24 (1983–1984 és 2008–2009 között, 1997–1998-ban, 1998–1999-ben és a 2004–2005-ös NHL-lockoutkor hagyta csak ki)

### Mérkőzések
- Legtöbb mérkőzés: Patrick Marleau, 1779
- Legtöbb mérkőzés (védő játékos): Zdeno Chára, 1652
- Legtöbb mérkőzés a rájátszással együtt: Mark Messier, 1992
- Legtöbb mérkőzés (európai játékos): Teppo Numminen, 1315
- Legtöbb mérkőzés a rájátszással együtt (európai játékos): Jari Kurri, 1451
- Legtöbb mérkőzés megszakítás nélkül: Keith Yandle, 989 (2009. március 26. – 2022. március 29.)[1]
- Legtöbb mérkőzés megszakítás nélkül (védő játékos): Jay Bouwmeester, 737
- Legidősebb NHL játékos: Gordie Howe, 52 éves, 11 napos

### Gólok
- Legtöbb gól: Wayne Gretzky, 894
- Legtöbb gól a rájátszással együtt: Wayne Gretzky, 1016
- Legtöbb gól a szezonban: Wayne Gretzky, 92 (1981–1982)
- Legtöbb gól a rájátszásban: Jari Kurri (1985) 19 és Reggie Leach (1976) 19
- legtöbb gól a szezonban a rájátszással együtt: Wayne Gretzky, 100 (1983–1984)
- Legtöbb gól a szezon első 50 mérkőzése során: Wayne Gretzky, 61 (két alkalommal: 1981–1982 és 1983–1984)
- Leggyorsabb 50 gól a szezonban: Wayne Gretzky, 39 mérkőzés alatt (1981–1982)
- Legtöbb gól egy mérkőzésen: Joe Malone, 7 (1920. január 31.)
- Legtöbb gól egy idegenbeli mérkőzésen: Red Berenson, 6 (1968. november 7.)
- Legtöbb gól egy harmad alatt: Max Bentley (1934. január 28.), Busher Jackson (1934. november 20.), Clint Smith (1945. március 4.), Red Berenson (1968. november 7.), Wayne Gretzky (1981. február 18.), Grant Mulvey (1982. február 3.), Bryan Trottier (1982. február 13.), Al Secord (1987. január 7.), Joe Nieuwendyk (1989. január 11.), Peter Bondra (1994. február 5.), Mario Lemieux (1997. január 26.), Patrick Marleau (2017. január 23.) mindannyian 4 góllal.
- Legtöbb győztes gól az alapszakaszban: Phil Esposito, Boston, (1970–1971, 1971–1972), Michel Goulet, Québec, (1984), 16
- Legtöbb győztes gól (pályafutás): Jaromír Jágr, 135

### Asszisztok
- Legtöbb assziszt: Wayne Gretzky, 1963
- Legtöbb assziszt a rájátszással együtt: Wayne Gretzky, 2223
- Legtöbb assziszt egy szezonban: Wayne Gretzky, 163 (1985–1986)
- Legtöbb assziszt egy szezonban a rájátszással együtt: Wayne Gretzky, 174 (1985–1986)
- Legtöbb assziszt egy mérkőzésen: Billy Taylor (1947. március 16.), Wayne Gretzky (három alkalommal: 1980. február 15., 1985. december 11., 1986. február 14.), mind a ketten 7
- Legtöbb assziszt idegenbeli mérkőzésen: Billy Taylor (1947. március 16.), Wayne Gretzky (1985. december 11.) mind a ketten 7
- Legtöbb assziszt egy harmadban: Dale Hawerchuk, 5 (1984. március 6.)

### Pontok
- Legtöbb pont: Wayne Gretzky, 2857
- Legtöbb pont a rájátszással együtt: Wayne Gretzky, 3239
- Legtöbb pont egy szezonban: Wayne Gretzky, 215 (1985–1986)
- Legtöbb pont egy szezonban a rájátszással együtt: Wayne Gretzky, 255 (1984–1985)
- Legtöbb pont egy mérkőzésen: Daryl Sittler, 10 (1976. február 7.)
- Legtöbb pont egy rájátszás mérkőzésen: Patrik Sundström (1988. április 22.) és Mario Lemieux (1989. április 25.), 8
- Legtöbb pont idegenbeli mérkőzésen: Peter Šťastný és Anton Šťastný, 8 (1981. február 22.)
- Legtöbb pont egy harmad alatt: Bryan Trottier, 6 (1978. december 23.)

### Plusz/mínusz
- Legjobb +/- (karrier): Larry Robinson, +722
- Legjobb +/- (szezon): Bobby Orr, +124 (1970–1971)
- Legjobb +/- (mérkőzés): Tom Bladon, +10 (1977. december 11. a Cleveland Barons ellen)
- Legrosszabb +/- (szezon): Bill Mikkelson, -82 (1974–1975)
- Legrosszabb +/- (mérkőzés): Gerg Joly, -9 (1977. március 15.)

### Emberelőnyös gólok
- Legtöbb emberelőnyös gól a karrier során: Alekszandr Ovecskin, 275
- Legtöbb emberelőnyös gól a szezon során: Tim Kerr, 34 (1985–1986)
- Legtöbb emberelőnyös gól a szezon során védőtől: Sheldon Souray, 19 (2006–2007)
- Legtöbb emberelőnyös gól rájátszásban: Brett Hull, 38
- Legtöbb emberelőnyös gól egy rájátszásban: Mike Bossy, (1981), Cam Neely, (1991), 9
- Legtöbb emberelőnyös gól egy rájátszás mérkőzésen: Syd Howe (1939. március 23.), Sid Smith (1949. április 10.), Phil Esposito (1969. április 2.), John Bucyk (1969. április 2.), Denis Potvin (1981. április 17.), Tim Kerr (1985. április 13.), Jari Kurri (1987. április 3.), Mark Johnson (1988. április 22.), Dino Ciccarelli (1993. április 29, 1995. május 11.) és Valerij Viktorovics Kamenszkij (1997. április 24.), Jonathan Toews (2010. május 7.), 3

### Emberhátrányos gólok
- Legtöbb emberhátrányos gól pályafutás során: Wayne Gretzky, 73
- Legtöbb emberhátrányos gól egy szezon során: Mario Lemieux, 13 (1988–1989)
- Legtöbb emberhátrányos gól pályafutás során (rájátszás): Mark Messier, 12
- Legtöbb emberhátrányos gól egy mérkőzésen: Theoren Fleury, 3 (1991. március 9.)
- Legtöbb emberhátrányos gól egy újonctól: Jordan Staal, 7 (2006–2007)
- Legtöbb kettős emberhátrányban szerzett gól (karrier): Mike Richards, 3
- Legfiatalabb játékos, aki emberhátrányos gólt ütött: Jordan Staal, 18 évesen 2 hónaposan és 11 naposan (2006–2007)

### Hosszabbítás
- Legtöbb hosszabbításos gól pályafutás során: Alekszandr Ovecskin, 22
- Legtöbb hosszabbításos gól a rájátszásban pályafutás során: Joe Sakic, 8
- Legtöbb hosszabbításos assziszt pályafutás sotán: Henrik Sedin, 23
- Legtöbb hosszabbításos pont pályafutás során: Szergej Fjodorov, 27
- Legtöbb hosszabbításos gól egy szezon során: Steven Stamkos (2011–2012), Jonathan Toews (2015–2016), Alex Galchenyuk (2016–2017), Brad Marchand (2017–2018) 5
- Egymás után a legtöbb hosszabbításos gól: Andrew Cogliano (2007–2008) és Nathan Horton (2010–2011), 3

## Gólok, asszisztok és pontok pozíciók szerint
- Legtöbb gól egy centertől (karrier): Wayne Gretzky, 894
- Legtöbb gól egy centertől (szezon): Wayne Gretzky, 92 (1981–1982)
- Legtöbb assziszt egy centertől (karrier): Wayne Gretzky, 1963
- Legtöbb assziszt egy centertől (szezon): Wayne Gretzky, 163 (1985–1986)
- Legtöbb pont egy centertől (karrier): Wayne Gretzky, 2857
- Legtöbb pont egy centertől (szezon): Wayne Gretzky, 215 (1985–1986)
- Legtöbb gól egy balszélsőtől (karrier): Alekszandr Ovecskin, 706
- Legtöbb gól egy balszélsőtől (szezon): Alekszandr Ovecskin, 65 (2007–2008)
- Legtöbb assziszt egy balszélsőtől (karrier): John Bucyk, 813
- Legtöbb assziszt egy balszélsőtől (szezon): Joe Juneau, 70 (1992–1993)
- Legtöbb pont egy balszélsőtől (karrier): Luc Robitaille, 1394
- Legtöbb pont egy balszélsőtől (szezon): Luc Robitaille, 125 (1992–1993)
- Legtöbb gól egy jobbszélsőtől (karrier): Gordie Howe, 801
- Legtöbb gól egy jobbszélsőtől (szezon): Brett Hull, 86 (1990–1991)
- Legtöbb assziszt egy jobbszélsőtől (karrier): Jaromír Jágr, 1155
- Legtöbb assziszt egy jobbszélsőtől (szezon): Jaromír Jágr (1995–1996), és Nyikita Kucserov (2018–2019) 87
- Legtöbb pont egy jobbszélsőtől (karrier): Jaromír Jágr, 1921
- Legtöbb pont egy jobbszélsőtől (szezon): Jaromír Jágr, 149 (1995–1996)
- Legtöbb gól egy védőtől (karrier): Raymond Bourque, 410
- Legtöbb gól egy védőtől (szezon): Paul Coffey, 48 (1985–1986)
- Legtöbb gól egy védőtől (mérkőzés): Ian Turnbull, 5 (1977. február 2.)
- Legtöbb assziszt egy védőtől (karrier): Raymond Bourque, 1169
- Legtöbb assziszt egy védőtől (szezon): Bobby Orr, 102 (1970–1971)
- Legtöbb assziszt egy védőtől (mérkőzés): Babe Pratt (1944. január 8.), Pat Stapleton (1969. március 30.), Bobby Orr (1973. január 1.), Ron Stackhouse (1975. március 8.), Paul Coffey (1986. március 14.), Gary Suter, (1986. április 4.) 6
- Legtöbb pont egy védőtől (karrier): Raymond Bourque, 1579
- Legtöbb pont egy védőtől (szezon): Bobby Orr, 139 (1970–1971)
- Legtöbb pont egy védőtől (mérkőzés): Tom Bladon (1977. december 11.), Paul Coffey (1986. március 14.) 8
- Legtöbb pont egy kapustól (karrier): Tom Barrasso, 48
- Legtöbb pont egy kapustól (szezon): Grant Fuhr, 14 (1983–1984)
- Legtöbb pont egy kapustól (mérkőzés): Jeff Reese, 3 (1993. február 10.)

## Újoncok rekordjai
- Legtöbb gól egy újonctól egy szezonban: Teemu Selänne, 76 (1992–1993)
- Legtöbb gól egy játékostól az első szezonjában, egy mérkőzésen: Howie Meeker (1947. január 8.), Don Murdoch (1976. október 12.) 5
- Legtöbb gól egy játékostól a legelső mérkőzésén: Alex Smart (1943. január 14.), Real Cloutier (1979. október 10.), Fabian Brunnström, (2008. október 16.), Derek Stepan (2010. október 9.): 3
- Legtöbb assziszt egy újonctól egy szezonban: Peter Šťastný (1980–1981) Joe Juneau (1992–1993) 70
- Legtöbb pont egy játékostól az első szezonjában egy mérkőzésen: Wayne Gretzky, 7 (1980. február 15.)
- Legtöbb assziszt egy játékostól az első mérkőzésén: Dutch Reibel (1953. október 8.), Roland Eriksson (1977. október 6.) 4
- Legtöbb pont egy újonctól az első szezonjában: Teemu Selänne, 132 (1992–1993)
- legtöbb pont egy játékostól az első szezonjában egy mérkőzésen: Peter Šťastný és Anton Šťastný, 8 (1981. február 22.)
- Legtöbb pont egy játékostól a legelső mérkőzésén: Al Hill, 5 (1977. február 14.)
- Legtöbb gól egy újonc védőtől egy szezonban: Brian Leetch, 23 (1988–1989)
- Legtöbb assziszt egy újonc védőtől egy szezonban: Larry Murphy, 60 (1980–1981)
- Legtöbb pont egy újonc védőtől egy szezonban: Larry Murphy, 76 (1980–1981)
- Legtöbb gól egymás után a karrier kezdésekor (hőskor): Joe Malone, (1917–1918) 14 mérkőzés
- Legtöbb gól egymás után a karrier kezdésekor (modern kor): Jevgenyij Malkin, 2006–2007, 6 mérkőzés
- Legtöbb pont szerző mérkőzés egymás után egy szezonban egy újonctól: Paul Stastny (2007. február 3. – 2007. március 17.) 20 mérkőzés

## Pontok, gólok, asszisztok mérkőzésenkénti átlaga
- Legmagasabb gól/mérkőzés átlag (karrier: legalább 200 gólt ütő játékosok között): Mike Bossy, 0.762
- Legmagasabb gól/mérkőzés átlag a rájátszással együtt (karrier: legalább 200 gólt ütő játékosok között): Mario Lemieux, 0.749
- Legmagasabb gól/mérkőzés átlag (szezon: legalább 20 gólt ütő játékosok között): Joe Malone, 2.20 (1917–1918)
- Legmagasabb gól/mérkőzés átlag (szezon: legalább 50 gólt ütő játékosok között): Wayne Gretzky, 1.18 (1983–1984)
- Legmagasabb assziszt/mérkőzés átlag (karrier: legalább 300 asszisztot jegyző játékosok között): Wayne Gretzky, 1.320
- Legmagasabb assziszt/mérkőzés átlag (szezon: legalább 35 asszisztot jegyző játékosok között): Wayne Gretzky, 2.04 (1985–1986)
- Legmagasabb pont/mérkőzés átlag (karrier: legalább 500 pontot jegyző játékosok között): Wayne Gretzky, 1.921
- Legmagasabb pont/mérkőzés átlag (szezon: legalább 50 pontot jegyző játékosok között): Wayne Gretzky, 2.77 (1983–1984)

## Gól mérföldkövek
- Legtöbb 20 vagy több gólos szezon: Gordie Howe, 22
- Legtöbb 20 vagy több gólos szezon egymás után: Gordie Howe, 22 (1949–1971)
- Legtöbb 30 vagy több gólos szezon: Mike Gartner, 17
- Legtöbb 30 vagy több gólos szezon egymás után: Mike Gartner, 15 (1979–1994), Jaromir Jagr, 15 (1991–2007)
- Legtöbb 40 vagy több gólos szezon: Wayne Gretzky, 12
- Legtöbb 40 vagy több gólos szezon egymás után: Wayne Gretzky, 12 (1979–1991)
- Legtöbb 50 vagy több gólos szezon: Mike Bossy, Wayne Gretzky, 9
- Legtöbb 50 vagy több gólos szezon egymás után: Mike Bossy, 9 (1977–1986)
- Legtöbb 60 vagy több gólos szezon: Mike Bossy, Wayne Gretzky, 5
- Legtöbb 60 vagy több gólos szezon egymás után: Wayne Gretzky, 4

## Mesterhármasok
- Legtöbb mesterhármas vagy több gól (karrier): Wayne Gretzky, 50
- Legtöbb mesterhármas vagy több gól (szezon): Wayne Gretzky, 10 (1981–1982-ben és 1983–1984-ben)
- Leggyorsabb mesterhármas: Bill Mosienko, 21 másodperc (1952. március 23.)

## Gól/assziszt/pont sorozatok
- Leghosszabb gól szerzési sorozat az NHL-es karrier megkezdése után: Joe Malone, 14 mérkőzés (1917–1918)
- Leghosszabb gól szerzési sorozat: Punch Broadbent, 16 mérkőzés (1921–1922)
- Leghosszabb gól szerzési sorozat egy védőtől: Mike Green, 8 mérkőzés (2008–2009)
- Leghosszabb assziszt jegyzési sorozat: Wayne Gretzky, 23 mérkőzés (1990–1991)
- Leghosszabb pontszerzési sorozat: Wayne Gretzky, 51 mérkőzés (1983–1984)
- Leghosszabb pontszerzési sorozat a szezon kezdéstől: Wayne Gretzky, 51 mérkőzés (1983–1984)
- Leghosszabb pontszerzési sorozat a szezon kezdéstől (védőjátékos): John-Michael Liles, 9 mérkőzés (2010–2011)
- Leghosszabb pontszerzési sorozat egy védőtől: Paul Coffey, 28 mérkőzés (1985–1986)
- Leghosszabb pontszerzési sorozat egy újonctól: Paul Stastny, 20 mérkőzés (2006–2007)

## Leggyorsabb gólok
- A játék kezdése után lőtt leggyorsabb gól: Doug Smail (1981. december 20.), Bryan Trottier (1984. március 22.), Alekszandr Mogilnij (1991. december 21.) 5 másodperc
- Egy harmad kezdése után lőtt leggyorsabb gól: Claude Provost (1957. november 9.) és Denis Savard (1986. január 12.) 4 másodperc
- Leggyorsabb ütött gól egy játékos legelső mérkőzésén: Dave Christian, 7 másodperc (1980. február 29.)
- A játék kezdése után lőtt leggyorsabb két gól: Mike Knuble, 27 másodperc (2003. február 14.)
- Leggyorsabb két ütött gól: Nels Stewart (1931. január 3.) és Deron Quint (1995. december 15.) 4 másodperc
- Leggyosabb mesterhármas: Bill Mosienko, 21 másodperc (1952. március 23.)
- Leggyorsabb három assziszt: Gus Bodnar, 21 másodperc (1952. március 23.)
- Leggyorsabb hosszabbításban ütött gól: Alekszandr Ovecskin, Mats Sundin, és David Legwand, 6 másodperc

## Lövések
- Legtöbb lövés (karrier): Ray Bourque, 6206 (1979–2001)
- Legtöbb lövés a rájátszásban (karrier): Brett Hull, 784 (1986–2004)
- Legtöbb lövés (szezon): Phil Esposito, 550 (1970–1971)
- Legtöbb lövés a rájátszásban (szezon): Henrik Zetterberg, 116 (2007–2008)
- Legtöbb lövés egy mérkőzésen: Ray Bourque, 19 (1991. március 21.)
- Legtöbb lövés (újonc): Alekszandr Ovecskin, 425 (2005–2006)
- Legerősebb lövés (kapáslövés) Zdeno Chára, 175.5 km/h (108.8 mph) (2012-es All Star Skills Competition) Nem hivatalos

## Büntetések
- Legtöbb büntetés (karrier): Tiger Williams, 3966 perc
- Legtöbb büntetés a rájátszással együtt (karrier): Tiger Williams, 4421 perc
- Legtöbb büntetés rájátszásban (karrier): Dale Hunter, 729 perc
- Legtöbb büntetés (szezon): Dave Schultz, 472 (1974–1975)
- Legtöbb büntetés rájátszásban (szezon): Chris Nilan, 141 perc (1985–1986)
- Legtöbb kis és nagy büntetés egy mérkőzésen: Chris Nilan, 10 db (1991. március 31.)
- Legtöbb büntetés egy mérkőzésen: Randy Holt, 67 perc (1979. március 11.)
- Legtöbb kis és nagybüntetés egy harmadban: Randy Holt, 9 db (1979. március 11.)
- Legtöbb büntetés egy harmadban: Randy Holt, 67 perc (1979. március 11.)

## Kapusok rekordjai
- Legtöbb mérkőzés (karrier): Martin Brodeur, 1265
- Legtöbb egymást követő mérkőzés: Glenn Hall, 502 (1955–1962)
- Legtöbb mérkőzés (szezon): Grant Fuhr, 79 (1995–1996)
- Legtöbb játszott perc (karrier): Martin Brodeur, 74,083
- Legtöbb játszott perc (szezon): Martin Brodeur, 4696 (2006–2007)
- Legtöbb döntetlen (karrier): Terry Sawchuk, 172
- Legtöbb shutout (karrier): Martin Brodeur, 125
- Legtöbb shutout (szezon): George Hainsworth, 22 (1928–1929)
- Leghosszabb kapott gól nélküli idő: Alec Connell, 461 perc, 29 másodperc (1927–1928)
- Legtöbb győzelem (karrier): Martin Brodeur, 691
- Legtöbb győzelem (szezon): Martin Brodeur, 48 (2006–2007)
- Leghosszabb győzelmi sorozat (szezon): Gilles Gilbert 17 (1975–1976)
- Leghosszabb veretlen sorozat (szezon): Gerry Cheevers, 32 mérkőzés (1971–1972)
- Leghosszabb veretlen sorozat az első szezonban: Grant Fuhr, 23 mérkőzés (1981–1982)
- Leghosszabb vereteln sorozat a karrier kezdetétől: Patrick Lalime, 16 mérkőzés (1996–1997)
- Legtöbb győzelem egymás után újoncként: Brian Elliott, 6 mérkőzés (2008–2009)
- Legtöbb 30 vagy annál több győztes meccses szezon a pályafutás kezdetétől: Henrik Lundqvist, 7 (2005–2012)
- Legtöbb 30 vagy annál több győztes meccses szezon: Patrick Roy, Martin Brodeur, 13
- Legtöbb 30 vagy annál több győztes meccses szezon egymás után: Martin Brodeur, 12 (1995–2008)
- Legtöbb 35 vagy annál több győztes meccses szezon egymás után: Martin Brodeur, 11 (1996–2008)
- Legtöbb 40 győztes meccses szezon: Martin Brodeur, 7
- Legtöbb 40 vagy annál több győztes meccses szezon egymás után: Martin Brodeur (2005–2008), Jevgenyij Nabokov (2007–2010), 3
- Legtöbb vereség (karrier): Martin Brodeur, 394
- Legtöbb vereség (szezon): Gary Smith, 48 (1970–1971)
- Legtöbb hazai mérkőzés (szezon): Roberto Luongo, 41 (2006–2007)
- Legtöbb lövést kapott kapus (alapszakasz mérkőzés): Sam LoPresti, 83 (1941. március 4.)
- Legtöbb védés (alapszaksz mérkőzés): Sam LoPresti, 80 (1941. március 4.)
- Legtöbb lövést kapott kapus (rájátszás mérkőzés): Roberto Luongo, 76 (2007. április 11.)
- Legtöbb védés (rájátszás mérkőzés): Kelly Hrudey, 73 (1987)
- Legtöbb hosszabbításos győzelem: Roberto Luongo, 49
- Legfiatalabb kapus, aki elérte a 300 győzelmet: Martin Brodeur (29 éves, 7 hónapos)
- Legfiatalabb kapus, aki elérte a 400 győzelmet: Martin Brodeur (31 éves, 10 hónapos)
- Legfiatalabb kapus, aki elérte az 500 győzelmet: Martin Brodeur (35 éves, 6 hónapos)
- Legfiatalabb, kapus aki elérte a 600 győzelmet: Martin Brodeur (37 éves, 11 hónapos)
- Legtöbb szerzett pont (karrier): Tom Barrasso, 48
- Legtöbb szerzett pont (szezon): Grant Fuhr, 14 (1983–1984)
- Legtöbb lőtt gól (karrier, csak alapszakasz): Ron Hextall, 2
- Legtöbb lőtt gól (karrier, alapszakasz és rájátszás): Ron Hextall, 3
- Legtöbb szétlövéses győzelem (karrier): Marc-André Fleury, 62